# Loitsche-Heinrichsberg
Loitsche-Heinrichsberg település Németországban, azon belül Szász-Anhalt tartományban. Lakosainak száma 963 fő (2023. december 31.). Loitsche-Heinrichsberg Rogätz és Zielitz községekkel határos.

## Népesség
A település népességének változása:
| Lakosok száma | 995  | 977  | 963  | 956  | 969  | 963  |
|               | 2015 | 2017 | 2019 | 2021 | 2022 | 2023 |